# Central nuclear de Wylfa
La Central nuclear de Wylfa (en galés: Atomfa'r Wylfa; en inglés: Wylfa nuclear power station)  está situado justo al oeste de la bahía de Cemaes en la isla de Anglesey, en el norte de Gales, Reino Unido. Su ubicación en la costa proporciona una fuente de refrigeración para su funcionamiento. Wylfa alberga dos reactores nucleares Magnox de 490 MW, el "Reactor 1" y el "Reactor 2", que fueron construidos a partir de 1963 y entraron en funcionamiento en 1971. El Reactor 2 fue retirado de servicio en 2012; El reactor 1 puede operar hasta diciembre de 2015.

## Historia
Wylfa fue la segunda central nuclear construida en Gales después de Trawsfynydd en 1959. Tras el cierre de Trawsfynydd en 1991, Wylfa se convirtió en la única central nuclear de Gales.
La construcción de Wylfa, que fue realizada por British Nuclear Design & Construction (BNDC), un consorcio respaldado por English Electric, Babcock & Wilcox Ltd y Taylor Woodrow Construction, comenzó en 1963. Los reactores fueron suministrados por The Nuclear Power Group ( TNPG) y las turbinas de English Electric. Estos fueron los últimos y más grandes reactores tipo Magnox que se construyeron en el Reino Unido. Wylfa fue también la segunda central nuclear británica, después de Oldbury, en tener un recipiente a presión de hormigón pretensado en lugar de acero para facilitar la construcción y mejorar la seguridad.
Los dos reactores nucleares Magnox de 490 MW de Wylfa (el reactor 1 y el reactor 2) entraron en funcionamiento en 1971. Normalmente suministraban 23 GWh de electricidad al día cuando ambos estaban en servicio.
Aunque la potencia del diseño original era de 1.190 MW, se detectó corrosión inesperadamente acelerada ("desprendible") de los componentes de acero dulce del circuito de gas en CO2 caliente incluso antes de que el primer reactor comenzara a funcionar. La temperatura de salida del gas del canal, la temperatura a la que el CO2 sale de los canales de combustible en el núcleo del reactor, tuvo que reducirse, bajando inicialmente la potencia a 840 MW, que luego se elevó a 980 MW a medida que se acumulaba más experiencia. Una parte considerable de la producción, hasta 255 MW, fue consumida por la cercana planta de fundición de aluminio de Anglesey.